# Sharknado 2: The Second One
Sharknado 2: The Second One es la secuela de la película (Sharknado) la cual salió para televisión en 2014 de género Desastre de Serie B. Trata sobre un tornado marino que levanta los tiburones de los océanos y los esparce por la ciudad de Nueva York. Fue emitido por primera vez en el canal Syfy de Estados Unidos en julio de 2014, protagonizado por Tara Reid, Ian Ziering, Kari Wuhrer, Vivica A. Fox, Kelly Osbourne, Andy Dick, Judd Hirsch, Judah Friedlander, Mark McGrath, Kurt Angle.

## Argumento
Fin y los suyos se enfrentan nuevamente a un tornado de tiburones.
Esta secuela estará ambientada en la ciudad de Nueva York y el punto de partida será el mismo: tiburones en tornados que llevan la devastación allá por donde pasan.“El tiempo desencadena la furia en Nueva York y libera una tormenta de tiburones sobre la población y sus sitios más icónicos, y solo Fin (Ian Ziering) y April (Tara Reid) pueden salvar a la gran manzana”.

## Elenco
- Ian Ziering como Finley "Fin" Shepherd.
- Tara Reid como April Wexler.
- Vivica A. Fox como Skye.
- Mark McGrath como Martin Brody.
- Kari Wuhrer como Ellen Brody.
- Courtney Baxter como Mora Brody.
- Dante Palminteri como Vaugh Brody.
- Judd Hirsch como Ben.
- Sandra Denton como Polly.
- Raymond T. Williams como Maxx.
- Austin Priester como Sky Marshall.
- Tiffany Shepis como Chrissie.
- Benjy Bronk como Sam.
- Robert Klein como alcalde.
- Kurt Angle como Jefe de Bomberos.
- Richard Kind como Harland 'The Blaster' McGuinness.
- Biz Markie Vinnie.
- Judah Friedlander como Bryan

### Participaciones especiales
- Kelly Osbourne como Azafata.
- Billy Ray Cyrus como Dr. Quint
- Kelly Ripa como ella misma.
- Matt Lauer como él mismo.
- Al Roker como él mismo.
- Stephanie Abrams como ella misma.
- Michael Strahan como él mismo.
- Perez Hilton como pasajero.
- Rachel True como oficial Jonni Valente.
- Raphael Miranda como él mismo.
- Andy Dick como oficial Doyle.
- Daymond John como hombre.
- Downtown Julie Brown como Enfermera.
- Juan Castano como Bombero.
- Don Castro como Policía.
- Kelly Oxford como pasajera del avión.
- Lyman Chen como Recepcionista.
- D.C. Douglas como Bud.

## Producción
Sharknado 2: The Second One fue dirigida por Anthony C. Ferrante para el estudio de cine The Asylum, cuyos créditos anteriores incluyen por ejemplo dirigir la película de terror Boo, y escrito por Trueno Levin, cuyos créditos anteriores incluyen escribir la película Mutant Vampire Zombies from the 'Hood!. El lema de la película es "Enough said!" (Nada más que decir). Sharknado 2: The Second One es una de las muchas películas de serie B por encargo de Syfy. La actriz Tara Reid, dijo de la película: "Es una tontería, y hay sólo una cierta cantidad de barreras que uno puede traspasar. No se puede tomar en serio cuando los tiburones vuelan en el cielo. Es tan así que es realmente muy divertida". El elenco tuvo que imaginar la presencia de los tiburones debido al constante uso de croma para crear a los escualos e introducirlos por ordenador.

## Recepción

### Recepción de la crítica
Sharknado recibió una mezcla de críticas, pero muchas positivas. Cuenta, sorprendentemente, con una puntuación de 82% en Rotten Tomatoes con una calificación promedio de 6.1/10 basado en 17 opiniones. La crítica Maria McNamara, escribiendo para el diario Los Angeles Times, mencionó que los agujeros de la trama son "el punto central de películas como esta" y que son "fabulosos temas de conversación domésticos, acompañado a menudo por el consumo de muchas bebidas alcohólicas ".